# 29 Hydrae
29 Hydrae är en vit stjärna i huvudserien i Vattenormens stjärnbild.
29 Hydrae har visuell magnitud +6,53 och befinner sig därmed precis på gränsen till vad som går att se för blotta ögat vid god seeing. Den befinner sig på ett avstånd av ungefär 765 ljusår.